# Sábato Magaldi
Sábato Antonio Magaldi (Belo Horizonte, 9 de maio de 1927 – São Paulo, 14 de julho de 2016) foi um crítico teatral, teatrólogo, jornalista, ensaísta, historiador e professor brasileiro.

## Biografia
Filho de João Magaldi e Elvira Pazzini, estudou o primário na Escola Italiana de Belo Horizonte (1934–1937) e o secundário no Colégio Marconi (1938–1944). Era primo-irmão de do psicanalista e poeta Hélio Pellegrino, filho de sua tia paterna Assunta Magaldi.
Formou-se no curso de direito em Belo Horizonte, mas antes dos 20 anos de idade escreveu sua primeira crítica, de uma peça de Jean Paul Sartre, iniciando a carreira de crítico teatral, sua verdadeira vocação. Em 1948 mudou-se para o Rio de Janeiro, onde escrevia críticas para o jornal Diário Carioca, em substituição de Paulo Mendes Campos, na função de crítico. Em 1953 Magaldi foi trabalhar em São Paulo, exercendo sua função nos jornais O Estado de S. Paulo e no Jornal da Tarde, a partir de 1966.
Foi membro da Academia Brasileira de Letras, sendo eleito em 8 de dezembro de 1994, tomando posse em julho de 1995 na cadeira Nº 24, na sucessão de Ciro dos Anjos; foi professor titular de História do Teatro Brasileiro da Escola de Arte Dramática da Escola de Comunicações e Artes da Universidade de São Paulo (ECA-USP). Lecionou, ainda, durante quatro anos nas universidades francesas da Universidade de Paris III (Sorbonne Nouvelle) e de Provence. Atuou na política, ao ser o primeiro secretário municipal de Cultura de São Paulo, entre abril de 1975 e julho de 1979, na administração Olavo Egydio Setúbal.
Sábato foi um dos grandes organizadores da obra de Nelson Rodrigues, de quem era amigo pessoal, e foi responsável pela classificação de suas peças segundo tema e gênero (Tragédias Cariocas, Peças Míticas e Peças Psicológicas). Seus prefácios às peças são verdadeiros ensaios sobre a obra do dramaturgo.
Foi casado com a escritora Edla van Steen.
Em 2 de julho, foi internado no Hospital Samaritano de São Paulo, com choque séptico e comprometimento pulmonar, e morreu em 14 de julho de 2016, por volta das 23h.

## Produção literária
- Panorama do Teatro Brasileiro - Global Editora, 2001
- Iniciação ao Teatro - Editora Ática, 1998
- O Cenário do Avesso - Editora Perspectiva, 1991
- Um Palco Brasileiro - O Arena de São Paulo - Editora Brasiliense
- Nelson Rodrigues - Dramaturgia e Encenações - Editora Perspectiva
- O Texto no Teatro - Editora Perspectiva
- As Luzes da Ilusão, em parceria com Lêdo Ivo - Global Editora
- Moderna Dramaturgia Brasileira - Editora Perspectiva, 1998
- Depois do Espetáculo - Editora Perspectiva, 2003
- Teatro da Obsessão - Nelson Rodrigues. Editora Global, 2004
- Teatro da Ruptura - Oswald de Andrade. Editora Global, 2003
- Teatro de Sempre - Editora Perspectiva, 2006
- Cem Anos de Teatro em São Paulo - Editora Senac, 2001. Em colaboração com Maria Thereza Vargas
- Edição da obras de Nelson Rodrigues. Teatro Completo - Editora Global, vários volumes
- Teatro Vivo - responsável pela coleção

## Prêmios e indicações

### Prêmio APCA
| Ano  | Categoria                | Indicação      | Resultado |
| ---- | ------------------------ | -------------- | --------- |
| 1973 | Teatro - Prêmio Especial | Sábato Magaldi | Venceu    |